# Bellevue (Washington)
Bellevue ist eine Stadt im US-Bundesstaat Washington. Sie liegt östlich von Seattle im King County. Das U.S. Census Bureau hat bei der Volkszählung 2020 eine Einwohnerzahl von 151.854 ermittelt. Bellevue stellt eine principal city der Metropolregion Seattle dar.

## Geschichte
Die Geschichte der Stadt geht zurück bis zum Jahr 1869. Nachdem zwei Jahre zuvor im Coal Creek der Kohleabbau begonnen hatte, wurde in der Gegend des heutigen Bellevue intensive Forstwirtschaft betrieben, um die Kohleminen mit Bauholz zu versorgen. Seit 1880 trägt die Stadt ihren heutigen Namen.
Um die Wende zum 20. Jahrhundert war Bellevue eine landwirtschaftlich geprägte Stadt, deren Einwohner Handel bis in die Gegend von Seattle, mit Errichtung der Eisenbahnlinie der Northern Pacific Railway 1904 auch in weiter entfernte Gegenden betrieben. 1940 erhielt die Stadt mit dem Bau einer Brücke über den Lake Washington eine direkte Straßenverbindung nach Seattle.
Die HTC America Inc., der amerikanische Abzweig der HTC Corporation, hat ihren Sitz in Bellevue.
Auch der Herausgeber und Macher von Steam und Spielentwickler Valve sowie ArenaNet, T-Mobile US und Sucker Punch Productions haben ihre Sitze in Bellevue.

## Mit der Stadt verbundene Personen

### Söhne und Töchter der Stadt
- Peter Horton (* 1953), Schauspieler, Produzent und Regisseur
- Glen Eberle (* 1963), Biathlet
- Andrew Drury (* 1964), Jazz-Schlagzeuger
- Ed Fries (* 1964), Manager, Berater und (Computerspiele)entwickler
- Dave Valenti (* 1964), Freestyle-Skier
- Steven Maekawa (* 1967), römisch-katholischer Ordensgeistlicher, Bischof von Fairbanks
- Larry Sanger (* 1968), Philosoph
- Jennie Reed (* 1978), Radrennfahrerin
- Megan Hilty (* 1981), Theater- und Fernsehschauspielerin
- Tim Lincecum (* 1984), Baseball-Spieler
- Courtney Thompson (* 1984), Volleyballspielerin
- Luke Sikma (* 1989), Basketballspieler
- Becca Gardner (* 1990), Schauspielerin
- Budda Baker (* 1996), American-Football-Spieler
- Kenny Ridwan (* 1999), Schauspieler
- Luke Houser (* 2001), Mittelstreckenläufer
- Valerie Glozman (* 2006), Tennisspielerin

### Weitere
Satya Nadella, CEO von Microsoft, wohnt hier mit seiner Familie.

## Einwohnerentwicklung
| Jahr | Einwohner¹ |
| ---- | ---------- |
| 1980 | 73.903     |
| 1990 | 95.213     |
| 2000 | 112.495    |
| 2010 | 122.363    |
| 2020 | 151.854    |

¹ 1980 – 2010: Volkszählungsergebnisse; 2016 Schätzung des U.S. Census Bureau